# Milt Hinton
Milton John Hinton, detto Milt (Vicksburg, 23 giugno 1910 – Queens, 19 dicembre 2000), è stato un contrabbassista statunitense.
Nel corso della sua carriera ha collaborato, tra gli altri, con Sonny Stitt, Ike Quebec, Joe Newman, Charles Mingus, Helen Merrill, Herbie Mann, Quincy Jones, Hank Jones, Willis Jackson, Curtis Fuller e Al Cohn.

## Biografia
Milt Hinton (in seguito assunse anche il soprannome The Judge) nacque a Vicksburg (stato del Mississippi) all'età di undici anni si trasferì con la madre a Chicago.
Ebbe, appena tredicenne, il suo battesimo musicale prendendo lezioni private di violino ma il suo vero approfondimento musicale lo ebbe frequentando la Chicago's Wendell Phillips High School dove imparò a suonare il corno basso, la tuba, il violoncello e occasionalmente il violino, passò in seguito, convinto dal musicista jazz Ed Burke, al trombone prima e poi finalmente al contrabbasso.
Le sue prime esperienze professionali furono in seno ai gruppi di Boyd Atkins, di Tiny Parham (con cui fece la sua prima incisione discografica nel 1930 suonando la tuba), Jabbo Smith e Cassino Simpson.
Dopo un'esperienza con il violinista Eddie South (nel 1931 e nuovamente nel 1932 intervallata da un breve ingaggio con Erskine Tate), con cui impara l'uso dell'archetto, suonò con Zutty Singleton e Fate Marable.
Successivamente, dal 1936 fino al 1951, fu un elemento fisso nell'orchestra di Cab Calloway (anche se questo non gli impedì di impegnarsi con altri leader, come per esempio nel 1939 con Lionel Hampton).
Negli anni cinquanta (eccetto una breve esperienza di due mesi con Count Basie ed una tournée con Louis Armstrong) svolse un'intensissima attività di Freelance, a New York, risultando (assieme a Oscar Pettiford, Doug Watkins e Paul Chambers) uno dei contrabbassisti più richiesti in sala d'incisione.
Fece parte, assieme a Hank Jones, Osie Johnson e Barry Galbraith della New York Rhythm Section e partecipò all'ultimo concerto del cantante Bing Crosby a Londra. Lavorò con Sam Cooke, Aretha Franklin, John Lee Hooker.
Apparve inoltre a numerose esibizioni dal vivo in tutto il mondo, svolgendo anche l'attività di insegnante in alcune università americane.
Fu appassionato di fotografia, tanto da partecipare ad alcune mostre, nel 1988 fu pubblicato il libro Bass Line, una raccolta di istantanee scattate dallo stesso Hinton durante le innumerevoli sessions in cui partecipò nel corso degli anni.

## Discografia

### Come Leader o Co-Leader
- 1955 - East Coast Jazz/5 (Bethlehem Records, BCP-1020)
- 1955 - Basses Loaded! (RCA Victor Records, LPM-1107)
- 1960 - Percussion and Bass (Everest Records, LPBR 5110) con Jo Jones
- 1975 - Here Swings the Judge (Famous Door, HL-104) a nome "Milt Hinton and Friends"
- 1976 - Bassicly with Blue (Black & Blue Records, 33.098)
- 1982 - Just the Two of Us (Muse Records, MR 5279) con Art Hodes
- 1984 - The Judge's Decision (Exposure Records, 6231910) a nome "Milt Hinton and Another Generation of Swing"
- 1987 - Hayward & Hinton (Town Crier Recordings, TCD 514) con Lance Hayward
- 1989 - The Basement Tapes (Chiaroscuro Records, CR(D) 222)
- 1990 - Old Man Time (Chiaroscuro Records, CR(D) 310) 2 CD
- 1994 - Laughing at Life (Columbia Records, CK 66454)

### Collaborazioni
con The Rhythmakers
- 1951 - I Got Rhythm (Minus One Records, MMO J8)

con The Rhythm Section
- 1956 - The Rhythm Section (Epic Records, LN 3271)

con Hank Jones, Kenny Burrell ed Elvin Jones
- 1963 - Here's Love (Argo Records, LP/LPS-728)

con Hank Jones, Billy Bauer e Gus Johnson
- 1964 - Jazz at Stereoville (Urania Records, USD 2004)

con Ralph Sutton, Ruby Braff e Mousey Alexander
- 1968 - On Sunnie's Side of the Street (The Blue Angel Jazz Club, BAJC 501)

con Bob Rosengarden e Hank Jones
- 1977 - The Trio (Chiaroscuro Records, CR 188)

con Teddy Wilson e Oliver Jackson
- 1978 - Jazz Greatest Names (Belter Records, LJ (B) 017)

con Louis Bellson with Jon Faddis, Milt Hinton, Bucky Pizzarelli, Bob Malech, Hank Jones
- 1980 - The Originals (Stash Records, ST-205)

con The Woverines Jazzband Meets The Judge Milt Hinton
- 1983 - The Judge (Ex Libris Records, EL 12 484)

con Steve Clayton, Derek Smith e Bobby Rosengarden
- 1984 - Inner Spark (Sovereign Records, SOV 500)

con Jim Galloway, Gus Johnson e Ralph Sutton
- 1986 - The Sackville All Star Christmas Records (Sackville Records, 3038)

con Steve Clayton, Derek Smith, Bobby Rosengarden e Marlene VerPlanck
- 1986 - All Aglow Again (Sovereign Records, SOV 501)

con Jon-Erik Kellso, Jeremy Kahn, Chuck Riggs e Scott Robinson
- 1993 - Chapter I (Arbors Records, ARCD 19125)

con Kenny Davern, Dick Hyman, Bob Wilber, Bucky Pizzarelli e Bobby Rosengarden
- 1994 - Summit Reunion 1992 (Chiaroscuro Records, CR(D) 324)

### Come Sessionman
con Tony Scott Quartet, Mat Mathews Quartet
- 1954 - Jazz for G.I.'s (Brunswick Records, BL 58057) album split

con Alex Kallao Trio
- 1954 - An Evening at the Embers (RCA Victor Records, LJM-1011)

con Jack Teagarden
- 1954 - Meet the New Jack Teagarden Volume I (Urania Records, UJLP 1001)
- 1954 - Jack Teagarden Plays and Sings (Urania Records, UJLP 1002)

con Hank D'Amico
- 1954 - Holiday with Hank (Bethlehem Records, BCP 1006)

con Al Cohn
- 1955 - Mr. Music (RCA Victor Records, LJM 1024)
- 1955 - The Natural Seven (RCA Victor Records, LPM-1116)
- 1955 - Four Bass One Tenor (RCA Victor Records, LPM-1161)
- 1956 - That Old Feeling (RCA Victor Records, LPM-1207)
- 1956 - The Sax Section (Epic Records, LN 3278)

con Teddy Wilson
- 1955 - The Creative Teddy Wilson (Norgran Records, MGN-1019)

con Osie Johnson
- 1955 - Osie's Oasis (Period Records, SPL 1108)
- 1955 - Johnson's Whacks (Period Records, SPL 1112)
- 1956 - A Bit of the Blues (RCA Victor Records, LPM-1369)
- 1957 - The Happy Jazz of Osie Johnson (Bethlehem Records, BCP-66)

con Bobby Scott
- 1955 - The Compositions of Bobby Scott (Bethlehem Records, BCP-8)

con Buddy DeFranco
- 1955 - Buddy DeFranco Quartet (Norgran Records, MGN 1026)

con Coleman Hawkins and His All-Stars
- 1955 - Timeless Jazz (Jazztone Records, J-1201)

con Don Elliot
- 1955 - Mellophone (Bethlehem Records, BCP-12)
- 1955 - Don Elliot Sings (Bethlehem Records, BCP-15)

con Hal McKusick
- 1955 - East Coast Jazz/8 (Bethlehem Records, BCP-16)

con Chris Connor
- 1955 - This Is Chris (Bethlehem Records, BCP-20)
- 1956 - Chris Connor (Atlantic Records, 1228)
- 1956 - Chris (Bethlehem Records, BCP-56)
- 1957 - Chris Connor Sings the George Gershwin Almanac of Song (Atlantic Records, 2-601) 2 LP

con Buck Clayton
- 1955 - Jumpin' at the Woodside: A Buck Clayton Jam Session (Columbia Records, CL 701)
- 1956 - All the Cats Join In (A Buck Clayton Jam Session) (Columbia Records, CL 882)

con Larry Sonn
- 1956 - The Sound of Sonn (Coral Records, CRL 57057)

con Paul Desmond
- 1962 - Desmond Blue (RCA Victor Records, LSP-2438)

con Jimmy Cleveland
- 1965 - Rhythm Crazy (EmArcy Records, MGE-26003/SRE 66003)

con Louis Armstrong & His All Stars
- 1982 - Louis Armstrong & His All Stars (Storyville Records, SLP 4095)